# Bundestagswahlkreis Böblingen
Der Wahlkreis Böblingen (2005: Wahlkreis 261, 2009: Wahlkreis 260) ist ein Bundestagswahlkreis in Baden-Württemberg.

## Wahlkreis
Der Wahlkreis umfasst bis auf drei Gemeinden den Landkreis Böblingen. Zum Wahlkreis gehören die Städte und Gemeinden: Aidlingen, Altdorf, Böblingen, Bondorf, Deckenpfronn, Ehningen, Gärtringen, Gäufelden, Grafenau, Herrenberg, Hildrizhausen, Holzgerlingen, Jettingen, Leonberg, Magstadt, Mötzingen, Nufringen, Renningen, Rutesheim, Schönaich, Sindelfingen, Weil der Stadt und Weil im Schönbuch. Die drei übrigen Kommunen des Landkreises gehörten zu den Wahlkreisen 262 Nürtingen (Steinenbronn, Waldenbuch) sowie 265 Ludwigsburg (Weissach).
Zwischen 1965 und 1980 wurde das Gebiet des heutigen Wahlkreises im Wesentlichen durch den Wahlkreis Leonberg – Vaihingen abgedeckt.

## Wahlkreisgeschichte
| Wahl      | Wahlkreisname            | Gebiet |
| --------- | ------------------------ | --- |
| 1949      | 5 Böblingen              | alter Landkreis Böblingen, Landkreis Leonberg, Landkreis Vaihingen |
| 1953–1961 | 167 Böblingen            | alter Landkreis Böblingen, Landkreis Leonberg, Landkreis Vaihingen |
| 1965–1972 | 169 Leonberg – Vaihingen | vom alten Landkreis Böblingen die Gemeinden Sindelfingen, Grafenau und Magstadt, Landkreis Leonberg, Landkreis Vaihingen |
| 1976      | 169 Leonberg – Vaihingen | vom Landkreis Böblingen die Gemeinden Böblingen, Sindelfingen, Grafenau, Leonberg, Magstadt, Renningen, Rutesheim, Weil der Stadt und Weissach, vom Landkreis Ludwigsburg die Gemeinden Ditzingen, Eberdingen, Gerlingen, Hemmingen, Korntal-Münchingen, Oberriexingen, Sersheim und Vaihingen an der Enz, vom Enzkreis die Gemeinden Heimsheim, Knittlingen, Maulbronn, Mühlacker, Friolzheim, Illingen, Mönsheim, Ölbronn-Dürrn, Ötisheim, Sternenfels, Wiernsheim, Wimsheim und Wurmberg |
| 1980–1998 | 164 Böblingen            | Landkreis Böblingen |
| 2002      | 261 Böblingen            | Landkreis Böblingen |
| 2005      | 261 Böblingen            | Landkreis Böblingen ohne die Gemeinden Steinenbronn und Waldenbuch |
| 2009–2013 | 260 Böblingen            | Landkreis Böblingen ohne die Gemeinden Steinenbronn und Waldenbuch |
| 2017–     | 260 Böblingen            | Landkreis Böblingen ohne die Gemeinden Steinenbronn, Waldenbuch und Weissach |

## Wahlkreisabgeordnete
| Wahl | Abgeordneter | Abgeordneter        | Partei | Stimmen in % |
| ---- | ------------ | ------------------- | ------ | ------------ |
| 1949 |              | Paul Bausch         | CDU    |              |
| 1953 |              | Paul Bausch         | CDU    |              |
| 1957 |              | Paul Bausch         | CDU    |              |
| 1961 |              | Paul Bausch         | CDU    |              |
| 1965 |              | Peter Petersen      | CDU    |              |
| 1969 |              | Peter Petersen      | CDU    |              |
| 1972 |              | Hans Geiger         | SPD    |              |
| 1976 |              | Peter Petersen      | CDU    |              |
| 1980 |              | Peter Petersen      | CDU    |              |
| 1983 |              | Peter Petersen      | CDU    |              |
| 1987 |              | Peter Petersen      | CDU    |              |
| 1990 |              | Brigitte Baumeister | CDU    |              |
| 1994 |              | Brigitte Baumeister | CDU    |              |
| 1998 |              | Brigitte Baumeister | CDU    |              |
| 2002 |              | Clemens Binninger   | CDU    |              |
| 2005 |              | Clemens Binninger   | CDU    |              |
| 2009 | 45,1         | Clemens Binninger   | CDU    |              |
| 2013 | 54,3         | Clemens Binninger   | CDU    |              |
| 2017 |              | Marc Biadacz        | CDU    | 38,8         |
| 2021 | 29,7         | Marc Biadacz        | CDU    |              |
| 2025 | 37,3         | Marc Biadacz        | CDU    |              |

## Wahlergebnisse

### Bundestagswahl 2025
Zur Bundestagswahl 2025 am 23. Februar wurden folgende 10 Direktkandidaten und 16 Landeslisten zugelassen:
| Kandidaten                                             | Kandidaten                | Parteien/Listen       | Erststimmen | Erststimmen | Zweitstimmen | Zweitstimmen |
| Kandidaten                                             | Kandidaten                | Parteien/Listen       | Stimmen     | %           | Stimmen      | %            |
| ------------------------------------------------------ | ------------------------- | --------------------- | ----------- | ----------- | ------------ | ------------ |
|                                                        | Jasmina Hostert           | SPD                   | 34.198      | 16,8        | 29.383       | 14,4         |
|                                                        | Marc Biadaczgewählt im WK | CDU                   | 76.033      | 37,3        | 67.755       | 33,2         |
|                                                        | Tobias Bacherle           | Bündnis 90/Die Grünen | 27.409      | 13,5        | 28.451       | 13,9         |
|                                                        | Florian Toncar            | FDP                   | 12.438      | 6,1         | 14.311       | 7,0          |
|                                                        | Markus Frohnmaier         | AfD                   | 34.826      | 17,1        | 35.769       | 17,5         |
|                                                        | Thomas Walz               | Die Linke             | 9.936       | 4,9         | 12.167       | 6,0          |
|                                                        | Norbert Volz              | Freie Wähler          | 6.046       | 3,0         | 2.981        | 1,5          |
|                                                        | –                         | Tierschutzpartei      | –           | –           | 1.372        | 0,7          |
|                                                        | –                         | dieBasis              | –           | –           | 456          | 0,2          |
|                                                        | –                         | Die PARTEI            | –           | –           | 778          | 0,4          |
|                                                        | Hasso Kraus               | Volt                  | 1.826       | 0,9         | 1.323        | 0,6          |
|                                                        | –                         | ÖDP                   | –           | –           | 328          | 0,2          |
|                                                        | –                         | Bündnis C             | –           | –           | 421          | 0,2          |
|                                                        | Johanna Jäckh-Vermeulen   | MLPD                  | 280         | 0,1         | 109          | 0,1          |
|                                                        | –                         | Bündnis Deutschland   | –           | –           | 223          | 0,1          |
|                                                        | –                         | BSW                   | –           | –           | 8.193        | 4,0          |
|                                                        | Friedhild Miller          | Einzelbewerber        | 590         | 0,3         | –            | –            |
| Gesamt                                                 | Gesamt                    | Gesamt                | 203.582     | 100         | 204.020      | 100          |
|                                                        |                           |                       |             |             |              |              |
| Ungültige Stimmen                                      | Ungültige Stimmen         | Ungültige Stimmen     | 1.364       | 0,7         | 926          | 0,5          |
| Wähler                                                 | Wähler                    | Wähler                | 204.946     | 84,3        | 204.946      | 84,3         |
| Wahlberechtigte                                        | Wahlberechtigte           | Wahlberechtigte       | 243.100     |             | 243.100      |              |
|                                                        |                           |                       |             |             |              |              |
| Quellen: Die Bundeswahlleiterin, Kandidaten – Ergebnis |                           |                       |             |             |              |              |

Kursive Direktkandidaten kandidieren nicht für die Landesliste, kursive Parteien treten ohne Landesliste an.

### Bundestagswahl 2021
Zur Bundestagswahl 2021 traten folgende Kandidaten an:
| Direktkandidat           | Partei                                                                    | Erststimmen in % | Zweitstimmen in % |
| ------------------------ | ------------------------------------------------------------------------- | ---------------- | ----------------- |
| Marc Biadacz             | CDU                                                                       | 29,7             | 26,1              |
| Jasmina Hostert          | SPD                                                                       | 21,1             | 20,6              |
| Tobias Bacherle          | GRÜNE                                                                     | 15,6             | 16,8              |
| Florian Toncar           | FDP                                                                       | 16,6             | 18,1              |
| Markus Frohnmaier        | AfD                                                                       | 8,3              | 8,7               |
| Richard Pitterle         | DIE LINKE                                                                 | 2,3              | 2,6               |
| —                        | Tierschutzpartei                                                          | —                | 0,9               |
| Tim Kevin Manojlovic     | Die PARTEI                                                                | 0,9              | 0,7               |
| Norbert Volz             | FREIE WÄHLER                                                              | 2,5              | 1,7               |
| —                        | PIRATEN                                                                   | —                | 0,4               |
| André Mondry             | ÖDP                                                                       | 0,4              | 0,2               |
| —                        | NPD                                                                       | —                | 0,1               |
| Guido Drehsen            | DiB                                                                       | 0,2              | 0,1               |
| Johanna Jäckh-Vermeulen  | MLPD                                                                      | 0,1              | 0,0               |
| —                        | DKP                                                                       | —                | 0,0               |
| Annabel Jones            | dieBasis                                                                  | 1,5              | 1,3               |
| —                        | Bündnis C                                                                 | —                | 0,2               |
| —                        | BÜRGERBEWEGUNG                                                            | —                | 0,1               |
| —                        | BÜNDNIS21                                                                 | —                | 0,0               |
| —                        | LKR                                                                       | —                | 0,0               |
| —                        | Die Humanisten                                                            | —                | 0,1               |
| —                        | Gesundheitsforschung                                                      | —                | 0,1               |
| —                        | Team Todenhöfer                                                           | —                | 0,7               |
| Birgit Seibel            | Volt                                                                      | 0,3              | 0,3               |
| Friedhild Miller         | Einzelbewerber (FRiDi – unabhängig – unbestechlich – ehrlich – bürgernah) | 0,1              | —                 |
| Hans Ulrich Peter Tolzin | Einzelbewerber (Nie wieder sinnlose Lockdowns!)                           | 0,4              | —                 |

### Bundestagswahl 2017
| Direktkandidat          | Partei           | Erststimmen in % | Zweitstimmen in % |
| ----------------------- | ---------------- | ---------------- | ----------------- |
| Marc Biadacz            | CDU              | 38,8             | 35,4              |
| Jasmina Hostert         | SPD              | 19,6             | 15,5              |
| Tobias Bacherle         | GRÜNE            | 11,9             | 12,7              |
| Florian Toncar          | FDP              | 12,8             | 15,1              |
| Markus Frohnmaier       | AfD              | 11,2             | 11,7              |
| Richard Pitterle        | Die Linke        | 5,0              | 5,4               |
| Johanna Jäckh-Vermeulen | MLPD             | 0,2              | 0,1               |
| Friedhild Anni Miller   | Einzelbewerberin | 0,5              | —                 |

### Bundestagswahl 2013
| Direktkandidat    | Partei       | Erststimmen in % | Zweitstimmen in % |
| ----------------- | ------------ | ---------------- | ----------------- |
| Clemens Binninger | CDU          | 54,3             | 46,9              |
| Joachim Rücker    | SPD          | 23,7             | 20,0              |
| Florian Toncar    | FDP          | 3,4              | 7,1               |
| Sven Reisch       | GRÜNE        | 9,4              | 10,4              |
| Richard Pitterle  | DIE LINKE    | 4,0              | 4,4               |
| Hagen Stanek      | PIRATEN      | 2,4              | 2,2               |
| Bernd Geider      | NPD          | 1,4              | 0,9               |
| Peter Bäuerle     | MLPD         | 0,2              | 0,1               |
| Hasso Kraus       | FREIE WÄHLER | 1,3              | 0,7               |
| —                 | AfD          | —                | 5,1               |

### Bundestagswahl 2009
| Direktkandidat       | Partei               | Erststimmen in % | Zweitstimmen in % | Bundestagswahl 2005 Zweitstimmen in % |
| -------------------- | -------------------- | ---------------- | ----------------- | ------------------------------------- |
| Clemens Binninger    | CDU                  | 45,1             | 33,9              | 38,9                                  |
| Franziska Engehausen | SPD                  | 20,0             | 19,1              | 29,3                                  |
| Florian Hassler      | GRÜNE                | 13,2             | 13,9              | 10,4                                  |
| Florian Toncar       | FDP                  | 13,0             | 20,9              | 14,0                                  |
| —                    | REP                  | —                | 0,7               | 1,1                                   |
| Richard Pitterle     | DIE LINKE            | 5,3              | 6,1               | 3,0                                   |
| —                    | PBC                  | —                | 0,6               | 0,9                                   |
| Janus Nowak          | NPD                  | 1,6              | 1,2               | 1,0                                   |
| Thomas Melchinger    | PIRATEN              | 1,5              | 2,1               | —                                     |
| —                    | BüSo                 | —                | 0,0               | 0,1                                   |
| —                    | ödp                  | —                | 0,3               | —                                     |
| Peter Bäuerle        | MLPD                 | 0,2              | 0,1               | 0,2                                   |
| —                    | DIE VIOLETTEN        | —                | 0,2               | —                                     |
| —                    | Die Tierschutzpartei | —                | 0,6               | —                                     |
| —                    | Volksabstimmung      | —                | 0,2               | —                                     |